# Guillaume de Fondaumière
Guillaume Juppin de Fondaumière, né le 28 juin 1971 à Marseille, est un producteur français de jeux vidéo. Il est directeur général délégué et producteur exécutif du studio Quantic Dream qu'il dirige aux côtés de David Cage.

## Famille et parcours universitaire
Guillaume Juppin de Fondaumière est né dans une famille d'ancienne bourgeoisie originaire de Saintonge. Il obtient son baccalauréat au Lycée Français de Vienne en 1990. Il étudie à l’EBS Paris et obtient son diplôme en 1994.

## Carrière

### Arxel Tribe
En 1993, Guillaume Juppin de Fondaumière co-fonde, avec un ami de l’EBS et deux architectes, le studio franco-slovène Arxel Tribe (1992-2003). Il est Directeur Général des filiales françaises et anglaises avant d’être PDG du groupe jusqu’en 2003[réf. nécessaire].
En 2001, le studio est vendu pour 15 millions d’euros à la société italienne CTO S.P.A . Il est maintenu à sa fonction de PDG par les nouveaux actionnaires[réf. nécessaire].
Il a notamment produit les jeux vidéo suivants :
- Pilgrim : Par le livre et par l'épée (Infogrames).
- Ring : L'Anneau des Nibelungen (Cryo Interactive).

### Quantic Dream
En décembre 2003, il est embauché par le studio Quantic Dream avec David Cage.
Le studio développe Fahrenheit (Atari), Heavy Rain (SCE), et  Beyond: Two Souls (SCE) auquel collaborent Elliot Page, Willem Dafoe et Kadeem Hardisson, ainsi que le compositeur Hans Zimmer. Il a ensuite produit Detroit: Become Human sur Playstation 4 en partenariat avec Sony Interactive Entertainment.

## Activités annexes
Guillaume de Fondaumière a été président de l'European Game Developers Federation (EGDF) entre 2008 et 2015 (actuellement vice-président), et président du Syndicat National du Jeu Vidéo (SNJV) de 2005 à 2008 et 2014-2016[réf. nécessaire] (actuellement membre du conseil d'administration). Il est membre du conseil d'administration de Pro-Helvetia et du PEGI.

## Distinction
Par décret en date du 14 novembre 2008, il a été élevé au rang de Chevalier de l'ordre national du Mérite par le président de la République .

## Controverses

### Management de Quantic Dream
En janvier 2018, Quantic Dream est l'objet d'une enquête menée conjointement par Le Monde, Mediapart et Canard PC. Ceux-ci dénoncent les méthodes de management de l'entreprise : « une culture d’entreprise toxique, une direction aux propos et attitudes déplacés, des employés sous-considérés, des charges de travail écrasantes et des pratiques contractuelles douteuses »,,. Guillaume de Fondaumière est notamment accusé de s'être licencié lui-même et de s'être réembauché le lendemain à un autre poste, touchant au passage 60 000 euros d'indemnités. 
En avril 2018, Quantic Dream porte plainte en diffamation contre Le Monde et Mediapart.
Le 9 septembre 2021, Mediapart gagne définitivement en justice contre Quantic Dream.
Les juges estiment que « les journalistes disposaient, pour chacune des imputations, d’une base factuelle suffisante », qualifiant aussi le travail journalistique avec les expressions suivantes « bonne foi », « représente un but légitime d’information, et même un sujet d’intérêt général », « aucune animosité personnelle ». Ils valident aussi l'existence de transactions financières non déclarées, le « vrai-faux licenciement » de Guillaume de Fondaumière, et des procédures de licenciement étrangement similaires .

### Tentatives de nettoyage abusif de l'article Wikipédia
Au mois de mars 2018, le quotidien Le Monde s'était fait l'écho de l'intervention sur Wikipédia d'un internaute se présentant comme le patron de Quantic Dream, et qui avait brièvement supprimé la section « Controverses » de l'article Quantic Dream, ainsi que les mentions de la polémique sur les pages consacrées à Guillaume de Fondaumière et à David Cage, les deux dirigeants de l’entreprise.
En mai 2020, une enquête menée par des administrateurs de l'encyclopédie collaborative Wikipédia soupçonne plusieurs comptes contributeurs de la présente page d'être liés à des agences de communication visant à améliorer très favorablement son image.